# Estación de Azitain
Es un apeadero de Euskotren situado en el barrio de Azitain del municipio guipuzcoano de Éibar. En este apeadero realizan parada todos los servicios de la línea Amara-Matiko, Elgoibar-Matiko y los servicios del tranvía Ermua-Éibar-Azitain. La estación dispone de un andén, una tejabana que lo cubre en una pequeña parte y dos vías. Su acceso se realiza mediante una pasarela que cruza el río Ego y posteriormente mediante el acceso a la estación dotado con máquina expendedora de billetes, canceladoras y pantallas de información de próximas llegadas y salidas. La estación es accesible al contar con rampas y ascensor de acceso a los andenes.
| Procedencia/Destino | <     | Línea | >        | Procedencia/Destino |
| ------------------- | ----- | ----- | -------- | ------------------- |
| Bilbao-Matico       | Eibar |       | Elgoibar | Amara               |